# Michael Walsh (Politiker)

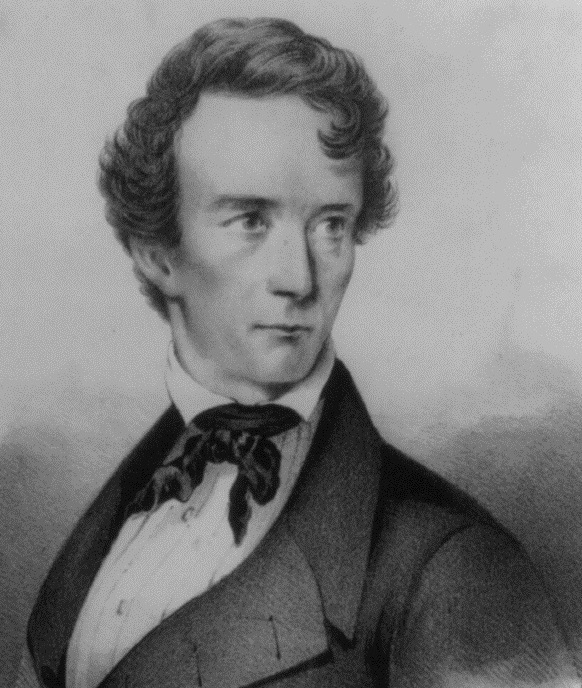
Michael Walsh (1847)

Michael Walsh (* 4. Mai 1810 in Youghal, Irland; † 17. März 1859 in New York City) war ein irisch-amerikanischer Politiker. Zwischen 1853 und 1855 vertrat er den Bundesstaat New York im US-Repräsentantenhaus.

## Werdegang
Michael Walsh wurde während des napoleonischen Zeitalters in Youghal bei Cork geboren. Er genoss eine gute Schulbildung. Walsh studierte am Trinity College in Dublin. Danach wanderte er in die Vereinigten Staaten ein und ließ sich in Baltimore (Maryland) nieder. Walsh erlernte dort den Handel mit lithografischen Drucken. Dann zog er nach New York City, wo er 1839 in der New York State Assembly saß. 1843 gründete er die Subterranean, die er nach zwei Jahren einstellen musste, nach einer Verurteilung wegen Diffamierung. Er wurde in den Jahren 1846 und 1848 wieder in die New York State Assembly gewählt. Politisch gehörte er der Demokratischen Partei an. Bei den Kongresswahlen des Jahres 1852 wurde Walsh im vierten Wahlbezirk von New York in das US-Repräsentantenhaus in Washington, D.C. gewählt, wo er am 4. März 1853 die Nachfolge von John Henry Hobart Haws antrat. Im Jahr 1854 erlitt er bei seiner Wiederwahlkandidatur eine Niederlage und schied nach dem 3. März 1855 aus dem Kongress aus. Danach war er als Zeitungsreporter tätig. Walsh starb am 17. März 1859 in New York City und wurde auf dem Green-Wood Cemetery in der damals noch eigenständigen Stadt Brooklyn beigesetzt.